# Akira Yoshizawa

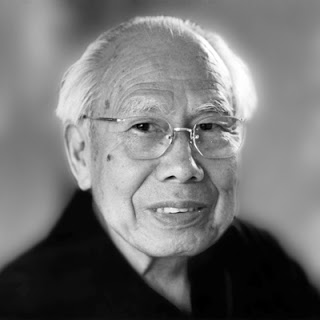
Akira Yoshizawa

Akira Yoshizawa, född 14 mars 1911, död 14 mars 2005, var en japansk origamist, ansedd som stormästaren i origami. Han anses ha höjt origamins status från hantverk till en konstform. Enligt hans egen uppskattning hade han 1989 skapat fler än 50000 modeller, av vilka endast några hundra presenterades i någon av hans 18 böcker.
1983 fick Yoshizawa ordenskap i Uppgående solens orden av den japanska kejsaren Hirohito, en av de högsta utmärkelser som kan ges till en japansk medborgare.